# Соя (округ)
О́круг Со́я (яп. 宗谷総合振興局, そうやそうごうしんこうきょく, МФА: [soja soːgoː ɕinkoːkʲoku̥]) — округ префектури Хоккайдо в Японії. Центральне місто округу — Вакканай.
Заснований 1 квітня 2010 року шляхом реорганізації О́бласті Со́я (яп. 宗谷支庁, そうやしちょう, МФА: [soja ɕi̥t͡ɕoː]). Остання була заснована 1897 року.

## Адміністративний поділ
- Вакканай
- Повіт Есасі: Есасі — Нака-Томбецу — Хама-Томбецу
- Повіт Ребун: Ребун
- Повіт Рісірі: Рісірі — Рісірі-Фудзі
- Повіт Соя: Саруфуцу
- Повіт Тесіо: Тойотомі

## Найбільші міста
Міста з населенням понад 5 тисяч осіб:
| № | Місто    | Населення, осіб (2009) |
| - | -------- | ---------------------- |
| 1 | Вакканай | 39832                  |
| 2 | Есасі    | 9459                   |